# 7207 Hammurabi
7207 Hammurabi è un asteroide della fascia principale. Scoperto nel 1960, presenta un'orbita caratterizzata da un semiasse maggiore pari a 2,5801462 au e da un'eccentricità di 0,1854060, inclinata di 14,12868° rispetto all'eclittica.
L'asteroide è dedicato all'omonimo sovrano babilonese.